# NGC 7637
NGC 7637 é uma galáxia espiral (Sc) localizada na direcção da constelação de Octans. Possui uma declinação de -81° 54' 40" e uma ascensão recta de 23 horas, 26 minutos e 28,3 segundos.
A galáxia NGC 7637 foi descoberta em 17 de Outubro de 1835 por John Herschel.